# Szczeglino Nowe
Szczeglino Nowe (deutsch Neu Steglin) ist ein Dorf in Hinterpommern, heute in  der polnischen Woiwodschaft Westpommern gelegen. Es gehört zur Stadt- und Landgemeinde Sianów (Zanow) im Powiat Koszaliński (Köslin).
Szczeglino Nowe liegt 1,5 Kilometer östlich von Szczeglino (Steglin). Es entstand in der zweiten Hälfte des 19. Jahrhunderts und wurde um 1880 als selbständige Landgemeinde von Steglin (Dorfteil Kreis Schlawe) abgetrennt. 1885 lebten in der 124 Hektar großen Gemeinde 129 Einwohner, 1895 waren es 111.
Bereits um 1900 wurde Neu Steglin wieder ein Teil der Gemeinde Steglin. Als Ortsteil dieser Gemeinde gehörte Neu Steglin bis 1945 zum Amts- und Standesamtsbezirk Ratteick (heute polnisch: Ratajki) im Landkreis Schlawe i. Pom. im Regierungsbezirk Köslin der preußischen Provinz Pommern.
Kirchlich war Neu Steglin mit der evangelischen Kirchengemeinde Steglin verbunden, die ihrerseits Teil des Kirchspiels Wisbuhr (Wyszebórz) im Kirchenkreis Köslin (Koszalin) der Kirche der Altpreußischen Union.
Heute ist Szczeglino Nowe Teil der polnischen Gemeinde Sianów im Powiat Koszaliński in der Woiwodschaft Westpommern, bis 1998 Woiwodschaft Köslin. Die heute überwiegend katholische Bevölkerung gehört zur Parafia Szczeglino im Dekanat Polanów im Bistum Koszalin-Kołobrzeg der Katholischen Kirche in Polen, während die evangelischen Einwohner der Parafia Koszalin in der Diözese Pommern-Großpolen der Evangelisch-Augsburgischen Kirche in Polen zugeordnet sind.